# Céphalopodes utilisés en cuisine
Les céphalopodes utilisés en cuisine comprennent certains coléoïdes, c'est-à-dire quelques poulpes, seiches et calmars couramment consommés. Les autres céphalopodes ne sont pas consommables car peu goûteux et soit trop gélatineux, soit trop coriaces. Certaines espèces de poulpes et une espèce de seiche (seiche flamboyante) sont même toxiques. La plus ancienne transcription de recette de cuisine connue date de l'Antiquité romaine dans un ouvrage de Marcus Gavius Apicius, mais des repas où l'on aperçoit des tentacules figurent bien avant dans l'art grec antique.
En gastronomie, le terme d'encornet désigne les calmars et, par abus de langage, les seiches, voire parfois les poulpes. Afin d'être le plus précis possible, il est préférable de les différencier.

## Les calmars

### Appellations

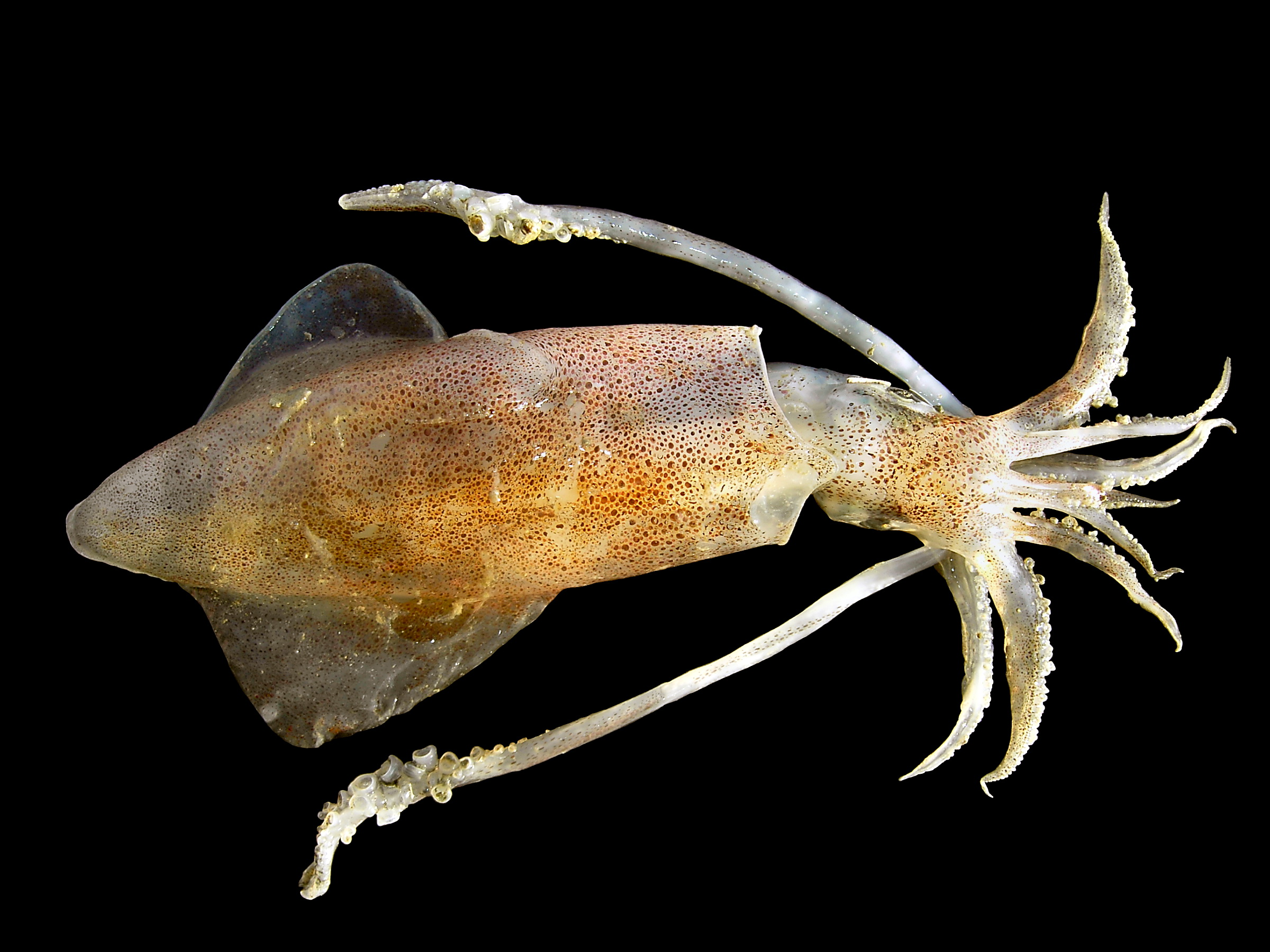
L'encornet commun est l'un des calmars les plus consommés au monde.

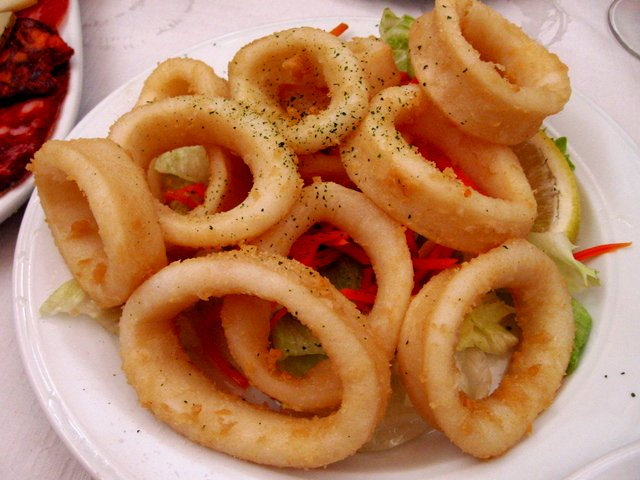
Calmars frits.

En gastronomie en France, il existe différentes appellations pour désigner le calmar : encornet lorsqu'il est consommé, chipiron dans le sud-ouest, supion sur les côtes méditerranéennes.

### Préparation
On consomme principalement les bras, le manteau et l'encre. Les seules parties qui ne sont pas consommables sont le bec et la plume. Ils peuvent être préparés en beignets, ou en sauce (à l'encre, à l'armoricaine...). Les plus petits peuvent être frits directement. Le corps peut être farci en entier, coupé en morceaux, en tranches ou en rondelles, cuisiné « à la grecque », « à la romaine », « à l'armoricaine » ou encore en beignet dans la cuisine asiatique.

### Dans les cultures
Les calmars constituent une ressource alimentaire indéniable, dont les principaux consommateurs sont les Portugais, les Espagnols, les Italiens, les Grecs, les Turcs, les Indiens, les Japonais et les Coréens.
En Méditerranée, l'encre de calmar ou de seiche est consommée dans des plats comme la paella, le risotto, les soupes et les pâtes alimentaires.
Au Portugal, les lulas sont populaires en Algarve et se mangent en presunto[pas clair] et en salade.
En Méditerranée, il est courant de farcir les calmars. La composition de la farce dépend des lieux et du savoir-faire des cuisiniers. Le manteau du calmar est rempli d'une farce pouvant contenir des épinards, de la viande, du riz, du chorizo haché et diverses épices et condiments puis il est fermé avec un cure-dent.
En Sardaigne, les calmars sont accompagnés d'une sauce à base d'huile d'olive, de citron, d'ail et de persil.
À Chypre, en Grèce, en Italie, en Espagne et en Turquie, les anneaux de calmar et les bras sont recouverts de pâte à frire et frits dans l'huile. D'autres recettes provenant de ces régions utilisent des calmars mijotés en ragoût, avec des légumes comme la courgette ou la tomate. Lorsqu'elle est frite, la chair de calmar reste ferme avec une cuisson rapide, mais s'attendrit lorsque la cuisson est prolongée à feu doux.
En Espagne, le calmar à la romaine (rabas ou calamares a la romana) est composé d'anneaux de calmars recouverts d'une pâte épaisse, frits et servis avec du jus de citron ou de la mayonnaise à l'ail. Le calmar est cuit dans son encre (calamares en su tinta), il est ensuite pané et frit. Cette spécialité est appelée puntillitas.
Dans le nord de l'Espagne, le calmar est cuit dans son encre (calamares ou chipirones en su tinta), ce qui donne un plat noir dans lequel la chair de calmar est très tendre. Ce plat est accompagné d'une sauce noire épaisse, habituellement faite d'oignon, de tomate, d'encre, entre autres.
En Croatie, au Monténégro, en Bulgarie et en Roumanie, les calmars sont farcis avec du jambon, du fromage et de la blette. Les ragoûts de fruits de mer comportent souvent des calmars.
En Russie, une julienne de calmars légèrement bouillis avec des rondelles d'oignons, garnie de mayonnaise, dans une salade. Un autre plat composé de calmar farci avec du riz et des légumes, puis grillé, est répandu.
En Inde et au Sri Lanka, le calmar est particulièrement consommé dans les zones côtières, par exemple, dans le Tamil Nadu et au Kerala. Il est habituellement mangé avec une sauce et des frites.
En Asie, le calmar est grillé entièrement et vendu sur des étals ambulants en Chine, en Thaïlande, au Japon et à Taïwan. 
Dans la cuisine d'Asie du Sud-Est, le calmar est utilisé dans les plats de riz et de nouilles. Il peut être très épicé.
Les calmars séchés et broyés sont des collations à Hong Kong, à Taiwan, au Japon, en Russie, ils sont déchiquetés pour faciliter la mastication.
Aux Philippines, le calmar est cuit à l'adobong pusit, avec une sauce adobo composée d'encre qui apporte une saveur acidulée, surtout avec des piments frais. Le calmar battu est servi avec une sorte d'aïoli, d'une mayonnaise à base de piment ou de vinaigre. Il est grillé sur des charbons, badigeonné de sauce à base de soja et farci avec une sauce tomate et des oignons.
En Corée, le calmar est tué et servi rapidement. Mais contrairement aux poulpes, les bras des calmars ne continuent généralement pas à bouger en arrivant sur la table. Ce calmar frais, san ojingo, est accompagné de petits poulpes appelés nakji. Le calmar est servi avec du wasabi, de la sauce soja, de la sauce chili ou de la sauce au sésame. Il est salé et enveloppé dans des feuilles de laitue ou d'épinard. Le calmar séché peut aussi accompagner les boissons alcoolisées, comme l'anju. Ce type de calmar est servi avec des cacahuètes. Il est grillé avec de la pâte de piment ou de la mayonnaise, ou encore cuit à la vapeur ou bouilli.
Au Japon, l'odorigui (踊り食い) est une façon de manger des calmars ou des poulpes encore vivants.
Au Japon et en Corée, le calmar (généralement Watasenia scintillans (« calmar luciole » ou « calmar scintillant ») est préparé à la shiokara (au Japon) ou à la  jeotgal (au Corée). Fortement salés, parfois avec leurs viscères, les calmars fermentent plus d'un mois, conservés dans de petits pots. Le sel permet de relever les arômes. Les céphalopodes sont servis en petites quantités, en banchan ou en accompagnement de riz blanc ou de boissons alcoolisées. On retrouve des calmars dans des sushis et des sashimis.

### Apports nutritionnels
Le calmar est un aliment riche en sélénium, en vitamine B12 et en riboflavine.

## Les seiches

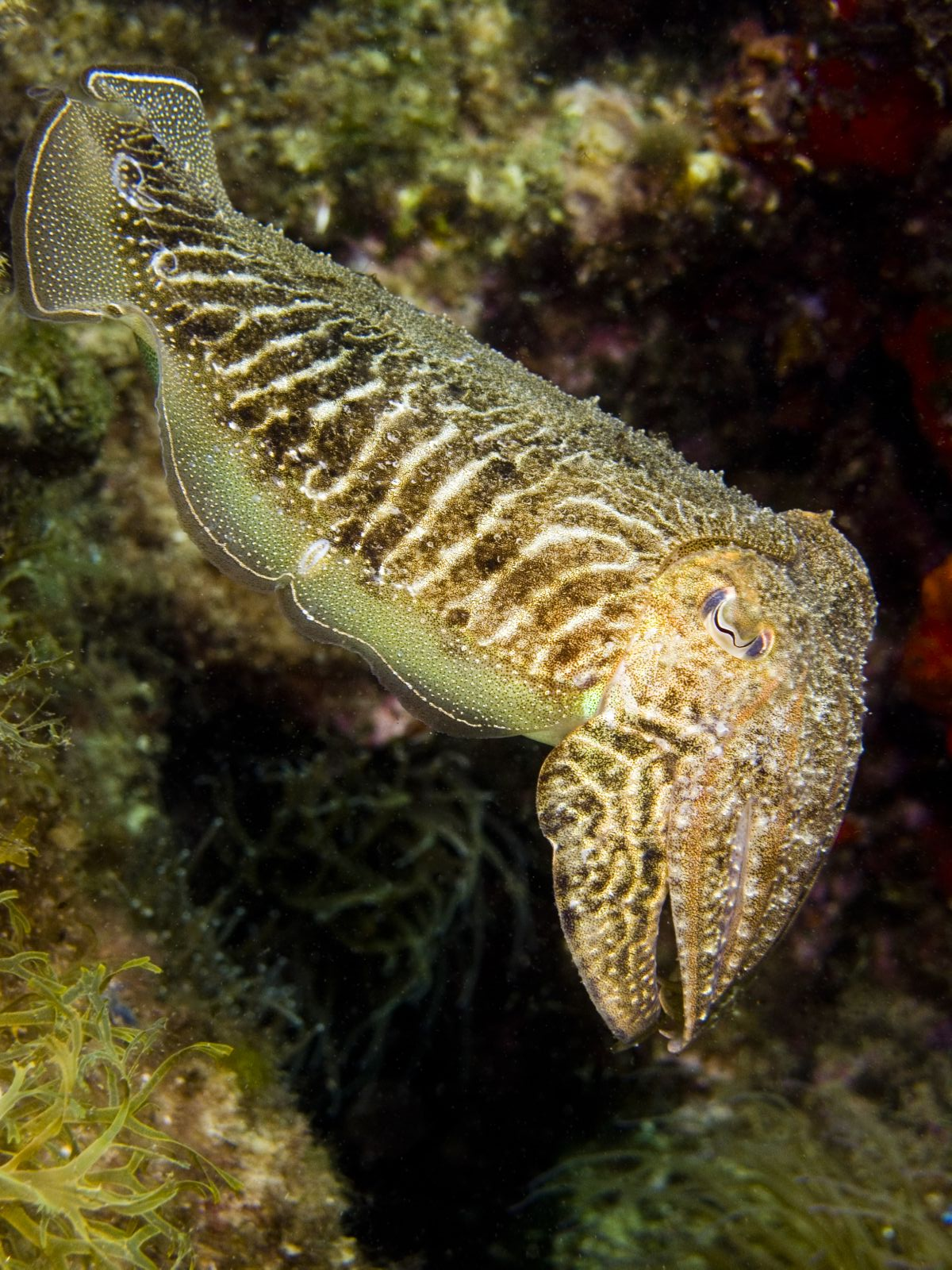
La seiche commune est l'une des seiches les plus consommées au monde.

Les seiches sont consommées dans les pays méditerranéens, les pays bordés par la Manche, en Asie de l'Est et ailleurs. Bien que la seiche soit considérée comme un plat courant dans le monde entier, en Asie de l'Est, la seiche séchée et broyée est un aliment particulièrement populaire.
La seiche est également particulièrement populaire en Italie, où elle est utilisée dans le risotto al nero di seppia (littéralement « riz à l'encre de seiche »). Le crni rižot croate est pratiquement la même recette, probablement originaire de Venise, et qui s'est répartie sur les deux côtes de l'Adriatique. « Nero » et « crni » signifient « noir », la couleur du riz se transformant en raison de l'encre de seiche. Dans la cuisine espagnole, en particulier celle des régions côtières, on utilise l'encre de seiche et de calmar pour la saveur marine et la douceur qu'elle fournit, elle est incluse dans les plats comme le riz, les pâtes et le ragoût de poisson.
Au Portugal, c'est le plat régional de la ville de Setúbal et des régions avoisinantes, où il est servi sous forme de bandes frites ou dans une variante de feijoada, avec des haricots rouges.

## Les poulpes

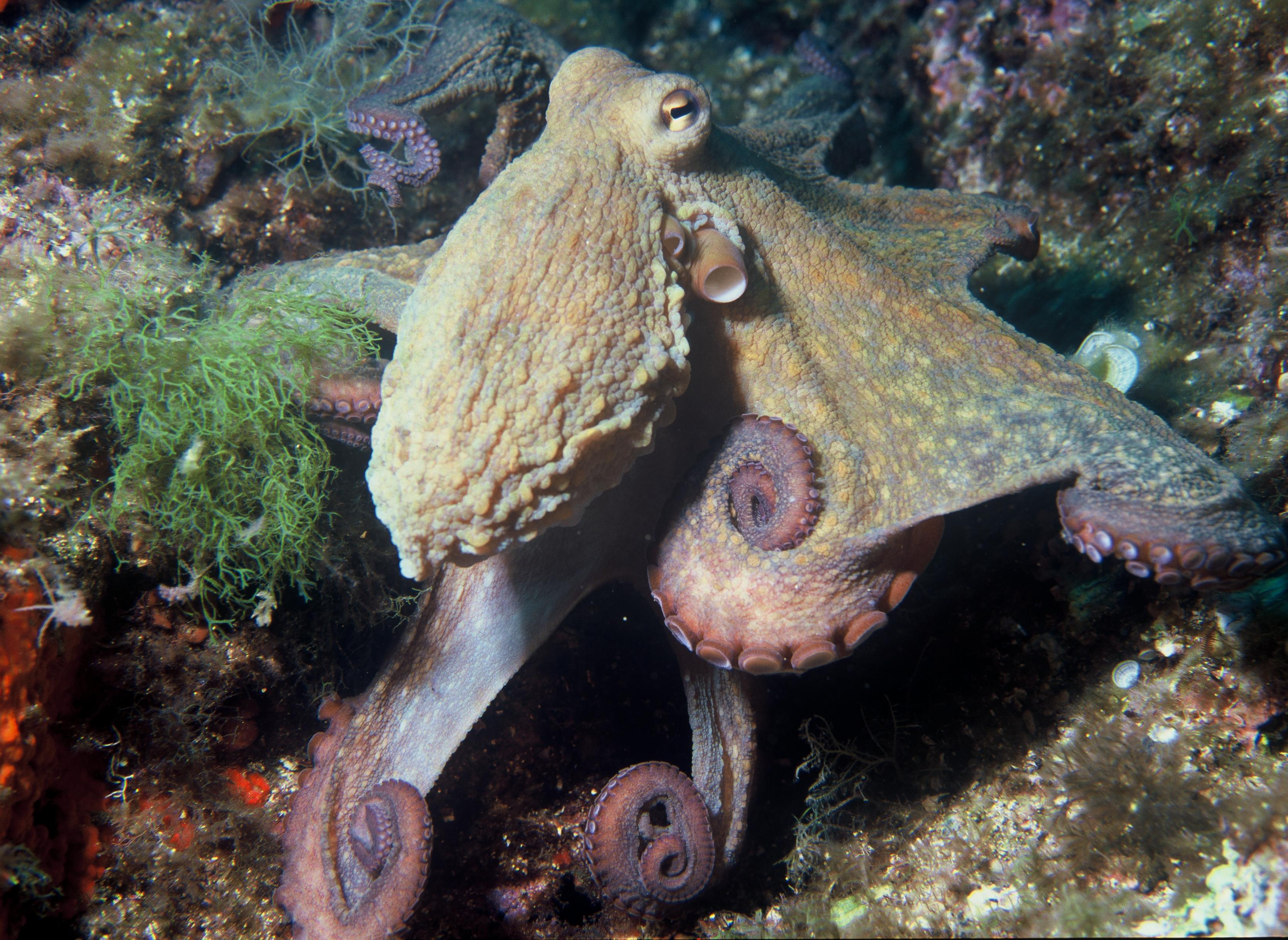
Le poulpe commun est l'un des poulpes les plus consommés au monde.

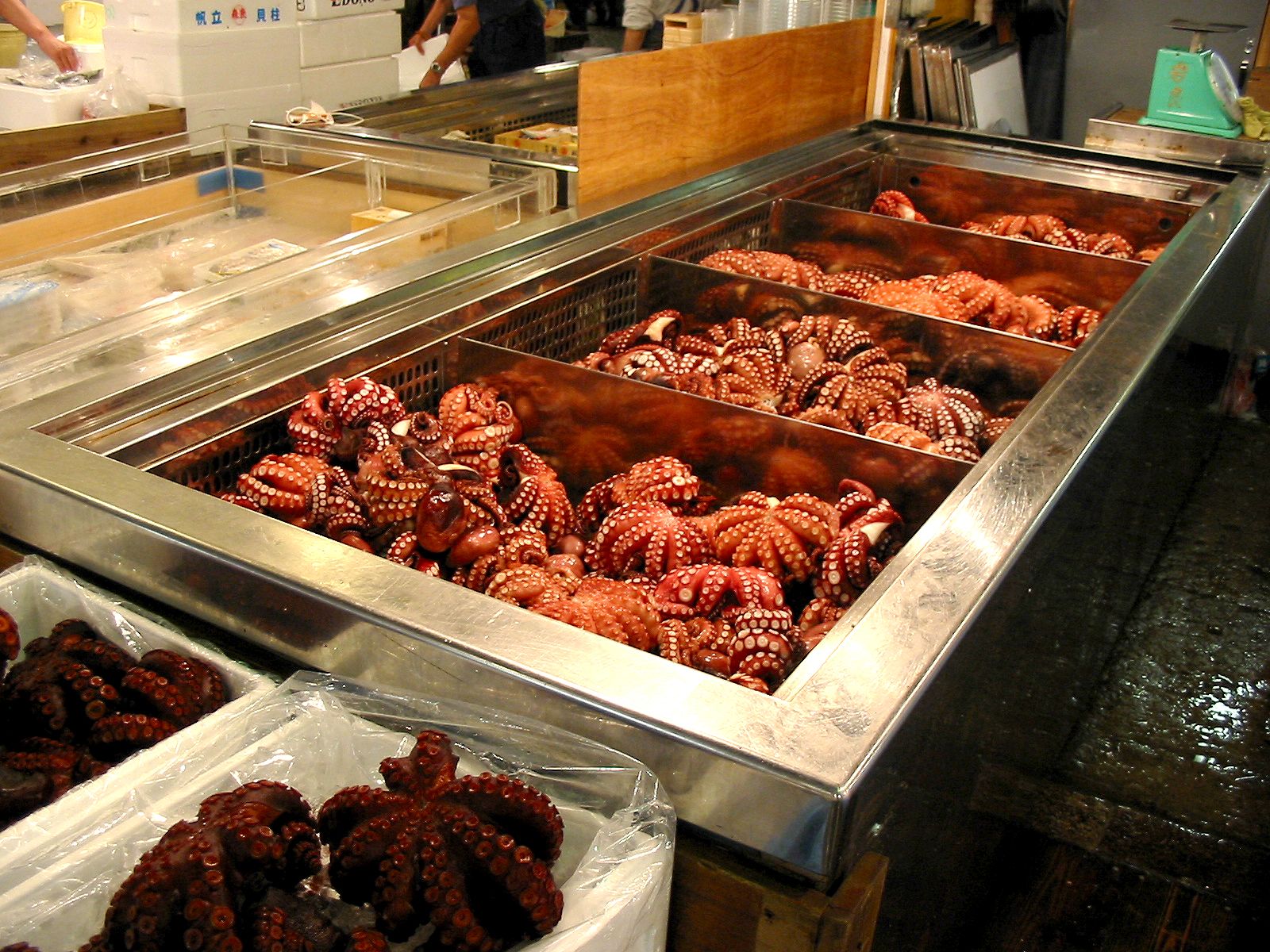
Poulpes au marché aux poissons de Tsukiji.

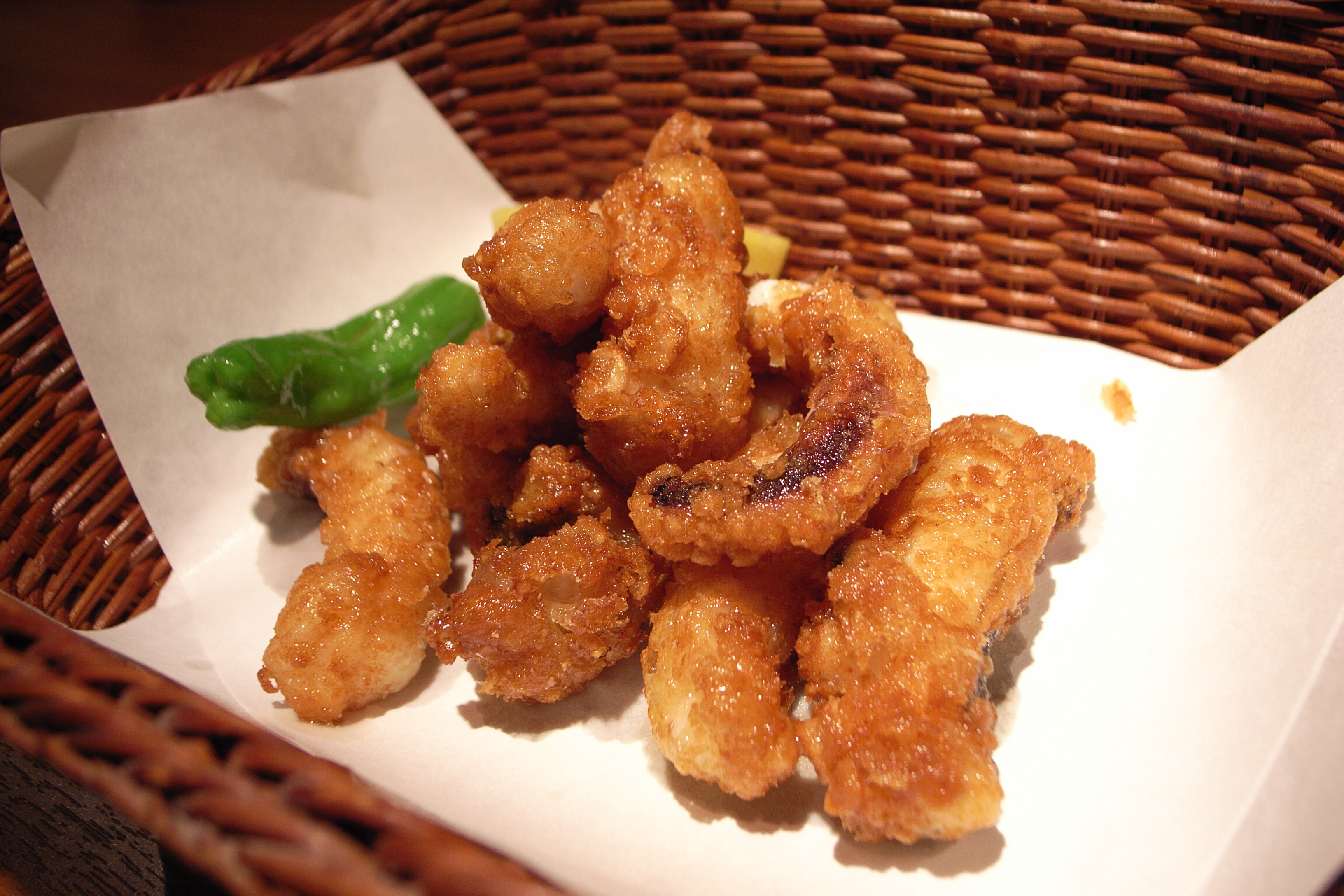
Bras de poulpes frits.

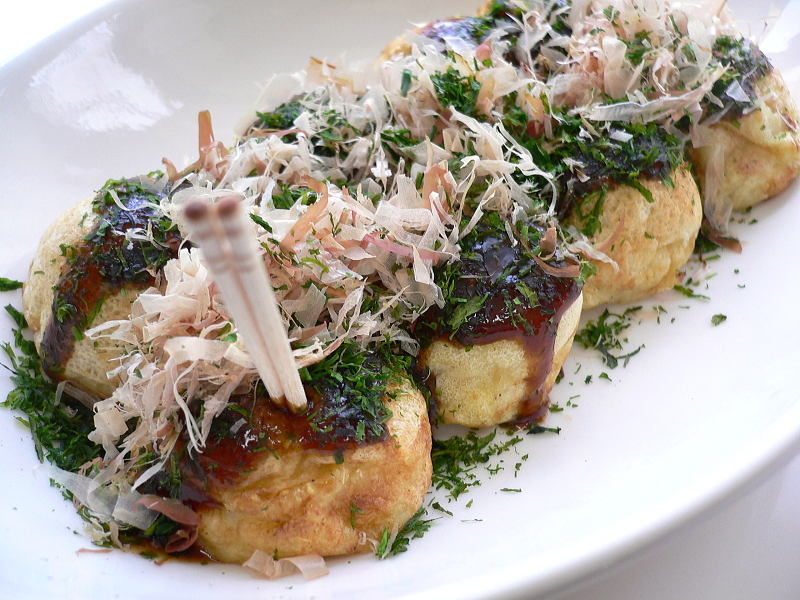
Une portion de takoyaki.

### Appellations
Toutes les espèces de poulpes ne sont pas comestibles. Le terme « poulpe » regroupe seulement certaines espèces d'octopodes. Il existe différentes appellations locales pour désigner le poulpe :
- poufre à Sète ;
- pieuvre aux îles Anglo-Normandes (d'où le mot s'est répandu en français courant à la place de « poulpe ») ;
- chatrou aux Antilles ;
- hourite ou zourit en créole réunionnais ;
- ourite en créole mauricien.

### Préparations
On consomme principalement les bras, mais aussi le manteau et la tête. Pour préparer le poulpe, il faut tout d'abord en attendrir la chair. Pour cela on peut le battre, mettre des bouchons de liège dans l'eau de cuisson, le faire mariner avec du daïkon ou le placer plusieurs jours au congélateur. Ensuite, il est cuit dans un court bouillon, puis peut être préparé en salade, ragoût, fricassée ou encore à l'escabèche. Des précautions doivent être prises pour faire correctement bouillir le poulpe, il faut préalablement le débarrasser de la boue, de l'odeur et des résidus d'encre.

### Dans les cultures
Le poulpe est consommé dans de nombreuses cultures. 
Le poulpe est un ingrédient commun dans la cuisine japonaise, on le retrouve en sushis, takoyaki et akashiyaki. Certaines espèces de petite taille sont parfois dévorées vivantes, comme une confiserie. De même, un poulpe vivant peut être découpé et mangé alors que ses bras s'agitent encore pendant quelques minutes.
Le poulpe est consommé couramment à Hawaii, puisque de nombreux plats populaires sont d'origine asiatique. Localement connus aussi bien par leur nom d'Hawaï (he'e) que par leur nom japonais (tako), le poulpe est aussi souvent utilisé comme appât.
C'est également un aliment courant dans la cuisine méditerranéenne, notamment dans la cuisine portugaise. En Galice, le poulpe à la galicienne est une spécialité locale. Les restaurants qui se spécialisent dans ce plat sont connus sous le nom de Pulperias. 
Sur l'île tunisienne de Djerba, les populations locales capturent le poulpe en profitant de leur habitude à se cacher dans des endroits abrités pendant la nuit. Dans la soirée, ils installent des pots en céramique grise sur le fond marin. Le matin du jour suivant, ils n'ont plus qu'à soulever ces derniers pour capturer les poulpes qui s'y abritent. 
Dans les îles grecques, les poulpes sont souvent suspendus à une corde sous la lumière du soleil, tout comme le linge. Ils sont souvent capturés près de la côte. Une fois à terre, le pêcheur attendrit la chair des poulpes en pilonnant la carcasse contre une surface en pierre. Les poulpes sont ensuite mis à sécher, et plus tard seront servis grillés, soit chauds ou froids dans une salade. Ils sont considérés comme un plat raffiné du mezzé, en particulier à côté de l'ouzo.

### Apports nutritionnels
Selon l'USDA Nutrient Database (2007), le poulpe contient environ 139 calories par portion de trois onces (164 calories/100 g), c'est un aliment riche en vitamines B3 et B12, en potassium, en phosphore et en sélénium.